# Energy (rete televisiva)
Energy è un canale televisivo spagnolo del gruppo Mediaset España Comunicación.

## Storia
Dedicata in gran parte alle trasmissione di eventi sportivi, ha trasmesso gare motociclistiche, il Campionato europeo di calcio, la Copa del Rey, la UEFA Europa League il Campionato Europeo UEFS la NBA e gli incontri della Ultimate Fighting Championship.